# Andriïvka (raïon de Kramatorsk)
Pour les articles homonymes, voir Andriïvka.
Andriïvka (ukrainien : Андріївка, russe : Андреевка, Andreïevka) est une commune urbaine de l'oblast de Donetsk, en Ukraine. Elle compte 855 habitants en 2021.